# ای. جی. مارکوسیسی
ای. جی. مارکوسیسی (انگلیسی: AJ Marcucci؛ زادهٔ ۳۱ اوت ۱۹۹۹) بازیکن فوتبال اهل ایالات متحده آمریکا است.